# Sunset Las Palmas Studios
Sunset Las Palmas Studios (anciennement General Service Studios et Hollywood Center Studios) est un studio de tournage indépendant dédié aux productions cinématographique et télévisuelles situé à Los Angeles. De nombreuses émissions et séries ont été et sont enregistrées dans ce studio.

## Historique
Le terrain de 14,5 acres (58 679 m2) a été acheté en 1919 par John Jasper, ancien associé de Charlie Chaplin, pour y construire 3 plateaux de tournage gérés par une nouvelle société nommée Hollywood Studios Inc. Parmi les locataires des lieux, on peut citer Harold Lloyd
Après plusieurs changements de propriétaires, la société Metropolitan Studios entame en 1926 la construction du premier plateau de tournage moderne. Quelques années plus tard, Howard Hughes s'installe dans le studio et commence la production du film Les Anges de l'enfer (1930) sur la Première Guerre mondiale.
En mai 2017, les studios sont rachetés par Sunset Studios, un conglomérat de studios appartenant à Hudson Pacific Properties (en), déjà propriétaire de Sunset Bronson Studios et Sunset Gower Studios non loin de là. Les studios sont alors rebaptisés Sunset Las Palmas Studios.

## Productions
- 1987 : Balance maman hors du train de Danny DeVito
- 2005 : Domino de Tony Scott